# Metolazone
Il metolazone è un composto chimico di formula {\displaystyle {\ce {C16H16ClN3O3S}}} che in condizioni normali si presenta come un solido cristallino inodore e insapore. Il composto considerante dopante e pertanto vietato.

## Struttura e caratteristiche fisiche
Il composto è una chinazolina formata da 1,2,3,4-tetraidrochinazolin-4-one che presenta quattro sostituenti: metil in posizione 2, 2-tolil in posizione 3, sulfamil in posizione 6 e cloro in posizione 7. Esso presenta le seguenti caratteristiche:
- 2 donatori di legami a idrogeno
- 5 accettori di legami a idrogeno
- 2 legami che possono ruotare
- massa monoisotopica = 365,0600902 g/mol
- area polare = 101 Å²
- sezione d'urto trasversale = 181.2 Å² [M+H]+
- 24 atomi pesanti
- un elemento stereogenico

Il composto risulta inoltre sensibile alla luce.

## Reattività e caratteristiche chimiche

### Spettri analitici
Sono disponibili i seguenti spettri del composto:
- spettro GC-MS: tre picchi a 350, 352 e 259 m/z
- spettro MS-MS: 5 picchi principali a 259, 366, 261, 260 e 368 m/z
- spettro LC-MS: 5 picchi principali a 259, 366, 261, 260 e 368 m/z
- spettro ATR-IR: tre picchi principali a ravvicinati a 570, 510 e 630 cm-1
- spettro Raman: un picco principale a 715 cm-1

## Farmacologia e tossicologia

### Farmacocinetica
Il composto viene assorbito rapidamente dopo somministrazione orale con il raggiungimento della concentrazione plasmatica massima dopo 1,5 ore.
Il volume di distribuzione varia tra 108,7± 21,3 L e 126,3 ± 53,4 L, raggiungendo una percentuale di legame con le proteine plasmatiche pari al 95%.
Il composto è sottoposto alla circolazione enteroepatica.
Viene eliminato mediante le urine e ha un'emivita di 6 - 8 ore.

### Farmacodinamica
Il composto agisce inibendo il trasporto attraverso l'epitelio dei tubuli renali, specialmente quelli distali, diminuendo il riassorbimento del sodio e aumentando l'escrezione di sodio, cloruro e acqua.

### Effetti del composto e usi clinici
Appartiene alla classe dei diuretici tiazidici che aumenta la produzione di urina da parte dei reni e previene il riassorbimento dell'acqua. Viene utilizzato per il trattamento dell'ipertensione da solo o, nelle forme più gravi, associato ad altri medicinali antiipertensivi. Risulta inoltre indicato per la ritenzione idrico-salina. Il composto è in grado di attraversare la placenta ed è presente nel latte materno.
Esso ha effetti su:
- la carbonato deidratasi 1 (CA1), 2 (CA2), 3 (CA3), 4 (CA4), 5A (CA5A), 5B (CA5B), 6 (CA6), 7 (CA7), 9 (CA9), 12 (CA12), 13 (CAr13) e 14 (CA14)
- le proteine SLC12A1 e SLC12A3
- l'idrossisteroid 17-β deidrogenasi 10 (HSD17B10)
- il recettore NR1I2
- il citocromo CYP3A4
- le proteine codificate dai geni HLA-B e HLA-DQB2

### Tossicologia
Sono disponibili le dosi tossiche minime per l'uomo:
- TDLO (uomo) = 2 mg/kg/2W-I -> effetto: vasocostrizione[11]
- TDLO (donna) = 150 µg/kg -> effetto: anestetico generale, convulsioni, epilessia, spasticità

### Controindicazioni ed effetti collaterali
Il medicinale è controindicato in pazienti con:
- ipersensibilità al composto
- insufficienza epatica
- insufficienza renale
- bassi livelli di potassio nel sangue
- iperuricemia sintomatica
- malattia di Addison
- donne in gravidanza
- durante l'allattamento

Tra gli effetti collaterali troviamo:
- comuni
  - cefalea
  - anoressia
  - vomito
  - disturbi addominali
  - crampi muscolari
  - vertigini
  - iperuricemia
  - iperazotemia
- rari
  - leucopenia
  - anemia aplastica
  - piastrinopenia
  - attacchi di gotta
  - sonnolenza
  - parestesia
  - agitazione
  - difficoltà a prendere sonno
  - sincope
  - annebbiamenti della vista
  - palpitazioni
  - dolori al torace
  - ipotensione ortostatica
  - ipovolemia
  - trombosi venosa
  - stitichezza
  - secchezza della bocca
  - nausea
  - produzione di gas
  - peso allo stomaco
  - pancreatite
  - colestasi intraepatica
  - epatite
  - esantemi
  - alcalosi ipocloremica
  - glicosuria
  - iperglicemia
  - orticaria
  - porpora trombotica trombocitopenica
  - angiopatia necrotizzante
  - brividi

### Interazioni
Interagisce con moltissimi farmaci e se assunto con il cibo si riduce l'irritazione, ma si riduce l'assorbimento. L'alcol può aumentare gli effetti del farmaco sulla pressione sanguigna.